# Клепиковский сельсовет
Клепиковский сельсовет — муниципальное образование со статусом сельского поселения и административно-территориальное образование в Усть-Пристанском районе Алтайского края России. Административный центр — село Клепиково.

## Население
| 1997 | 1998 | 1999 | 2000 | 2001 | 2002 | 2003 | 2004 | 2005 | 2006 | 2007 | 2008 |
| ---- | ---- | ---- | ---- | ---- | ---- | ---- | ---- | ---- | ---- | ---- | ---- |
| 512  | ↗534 | ↘521 | ↘519 | ↗527 | ↗544 | ↘541 | ↘497 | ↗512 | →512 | ↘494 | ↘475 |
| 2009 | 2010 | 2011 | 2012 | 2013 | 2014 | 2015 | 2016 | 2017 | 2018 | 2019 | 2020 |
| ↘442 | ↗443 | ↘440 | ↘436 | ↘435 | ↘409 | ↘388 | ↘376 | ↘368 | →368 | ↘355 | ↘337 |
| 2021 |      |      |      |      |      |      |      |      |      |      |      |
| ↗355 |      |      |      |      |      |      |      |      |      |      |      |

По результатам Всероссийской переписи населения 2010 года, численность населения муниципального образования составила 443 человека, в том числе 215 мужчин и 228 женщин.

## Состав сельского поселения
| № | Населённый пункт | Тип населённого пункта       | Население |
| - | ---------------- | ---------------------------- | --------- |
| 1 | Камышенка        | село                         | ↗5        |
| 2 | Клепиково        | село, административный центр | ↘430      |

## Местное самоуправление
Главы сельского поселения
- Ирина Владимировна Воронина
- с 12.03.2023 года — Владислав Игоревич Барсуков[19]